# Westfälisches Feuerwehrmuseum

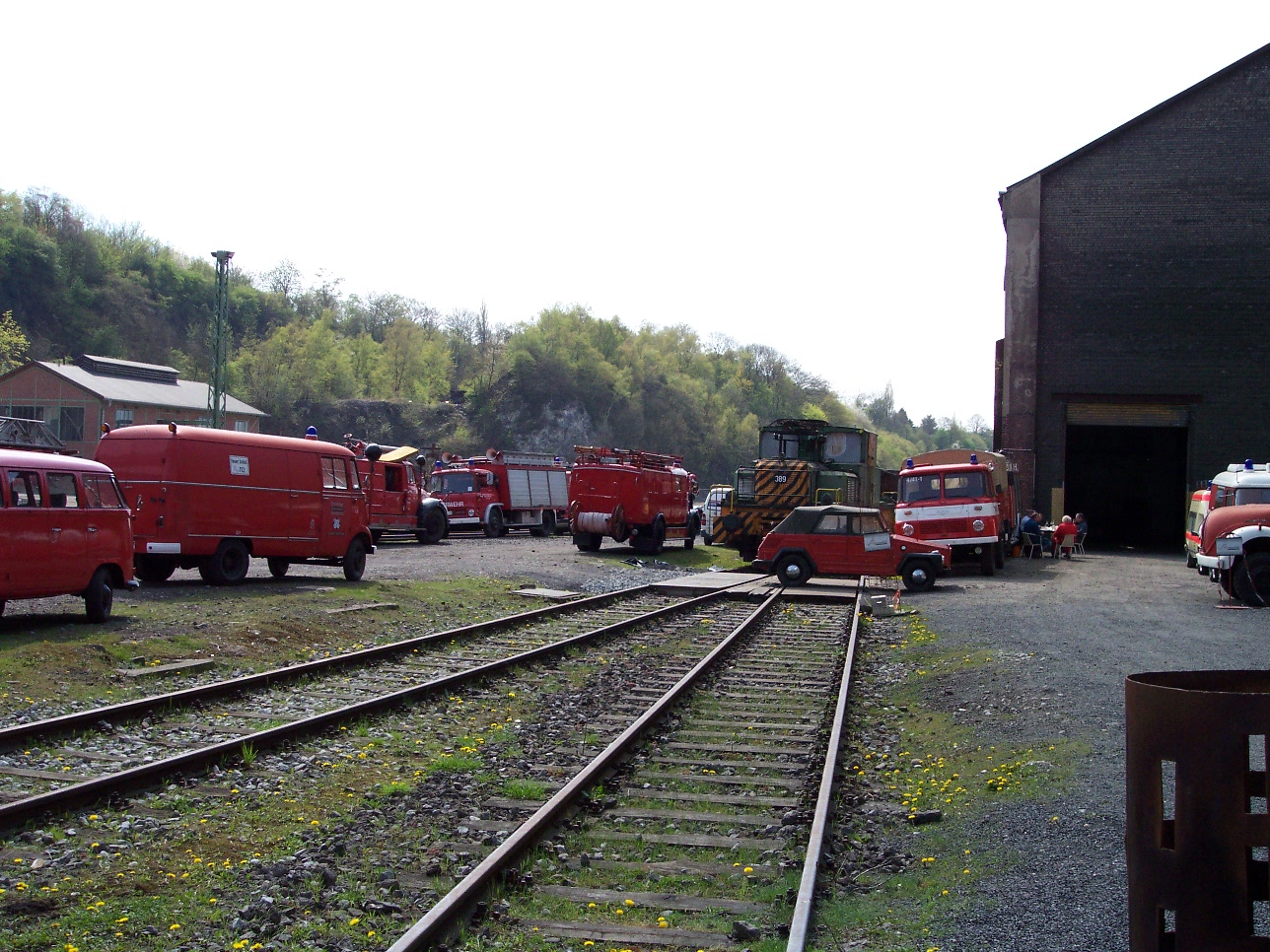
Westfälisches Feuerwehrmuseum, Freigelände

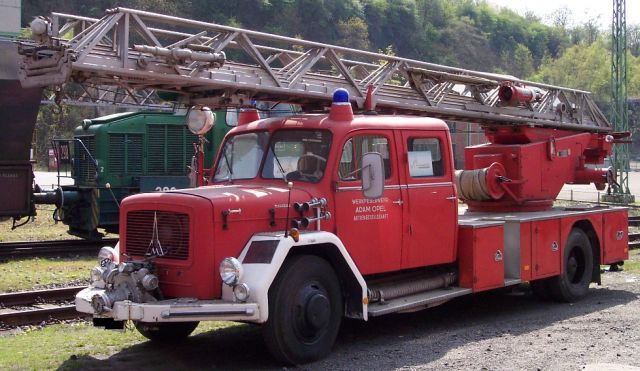
Drehleiter von Magirus-Deutz auf dem Gelände des Museums

Das Westfälische Feuerwehrmuseum ist ein deutsches Feuerwehrmuseum. Es befindet sich in Hattingen auf dem Gelände der ehemaligen Henrichshütte.
Träger ist FEUER.WEHRK – Das Feuerwehrmuseum e. V., der 1993 als unabhängiger Verein mit ehrenamtlichen Mitarbeitern gegründet wurde und seinen Sitz ebenfalls in Hattingen hat. Das Museum verfügt über 2.000 m² Hallen- und 1.000 m² Freifläche. Herzstücke des Museums sind die Sammlung von 50 Feuerwehrfahrzeugen, darunter viele von Magirus-Deutz, und mehr als 5.000 Kleinobjekte. Es handelt sich um die größte derartige Sammlung aus dem Feuerwehrwesen im Ruhrgebiet.
Aufgrund der ungeklärten Zukunft des Museums gibt es keine festen Öffnungszeiten.

## Lage
- Lage: Westfälisches Feuerwehrmuseum, Henrichshütte, Werksstr. 25/33, 45527 Hattingen
- ÖPNV: Hattingen, Haltestellen Henrichshütte und Industriemuseum, Hattingen-Mitte